# Santa Cecília TV
Santa Cecília TV é uma emissora de televisão brasileira concessionada em São Vicente, porém sediada em Santos, ambas no estado de São Paulo. Opera no canal 52 (49 UHF digital) e pertence ao Sistema Santa Cecília de Comunicação, que por sua vez é mantida pela Universidade Santa Cecília, que também controla a Santa Cecília FM. Seus estúdios estão localizados no bairro Boqueirão, e sua antena de transmissão está no alto do Morro do Voturuá, em São Vicente. 

## História
De cunho educativo, foi inaugurada no dia 26 de janeiro de 1997, substituindo a extinta TV Litoral, que era afiliada à TVE Brasil. Consequentemente, a Santa Cecília TV também seria afiliada à emissora educativa, mas atualmente opera como emissora independente.

## Sinal digital
| Canal virtual | Canal digital | Resolução de tela | Programação                               |
| ------------- | ------------- | ----------------- | ----------------------------------------- |
| 52.1          | 49 UHF        | 480i              | Programação principal da Santa Cecília TV |

O sinal digital da emissora foi lançado na tarde de 20 de novembro de 2010, através canal 51 UHF (52.1 virtual). O sinal era, inicialmente, captado nas cidades de São Vicente, Santos, Cubatão e Praia Grande, e posteriormente foi ampliado para as outras cidades. Em 26 de janeiro de 2011, em comemoração aos seus 14 anos, passou a exibir o primeiro programa produzido em alta definição, o Caderno Regional. Em 21 de dezembro de 2017, a emissora trocou seu canal físico, passando a operar através do 49 UHF, sem mudar o canal virtual.
Transição para o sinal digital
Com base no decreto federal de transição das emissoras de TV brasileiras do sinal analógico para o digital, a Santa Cecília TV, bem como as outras emissoras da Baixada Santista, cessou suas transmissões pelo canal 52 UHF em 21 de dezembro de 2017, seguindo o cronograma oficial da ANATEL.